# Pachytricha robusta
Pachytricha robusta är en skalbaggsart som beskrevs av Sharp 1875. Pachytricha robusta ingår i släktet Pachytricha och familjen Melolonthidae. Inga underarter finns listade i Catalogue of Life.